# Jezioro Stręczyńskie
Jezioro Stręczyńskie – jezioro w woj. zachodniopomorskim, w pow. wałeckim, w gminie Wałcz, leżące na terenie Pojezierza Wałeckiego.
Według urzędowego spisu opracowanego przez Komisję Nazw Miejscowości i Obiektów Fizjograficznych nazwa tego jeziora to Jezioro Stręczyńskie. W różnych publikacjach i na mapach topograficznych jezioro to występuje pod nazwą Strączno. Niektóre publikacje podają też nazwy Dzikowo lub Jezioro Dzikowskie bądź też Jezioro Dzikowskie Duże.
Powierzchnia zwierciadła wody według różnych źródeł wynosi od 37,5 ha przez 40,51 ha
do 45,3 ha.
Zwierciadło wody położone jest na wysokości 112,0 m n.p.m. lub 112,4 m n.p.m. Średnia głębokość jeziora wynosi 4,9 m, natomiast głębokość maksymalna 11,0 m.
Jest to jezioro polodowcowe, rynnowe, o typowym dla tych jezior wydłużonym kształcie.
Nad jeziorem znajduje się stanica harcerska, a nad północnym brzegiem kąpielisko.
W pobliżu wschodniego brzegu jeziora przebiega drogi krajowej nr 22.